# Président de l'Assemblée législative du Nouveau-Brunswick
Le président de l'Assemblée législative du Nouveau-Brunswick est élu à bulletin secret par les députés de l'Assemblée législative du Nouveau-Brunswick depuis 1994. 

## Liste des présidents depuis la Confédération
|  | Début mandat     | Président                      | Circonscription                | Parti                |
|  | ---------------- | ------------------------------ | ------------------------------ | -------------------- |
|  | 19 novembre 2024 | Francine Landry                | Madawaska-les-Lacs-Edmundston  | Libéral              |
|  | 7 octobre 2020   | Bill Oiver                     | Kings Centre                   | Conservateur         |
|  | 23 octobre 2018  | Daniel Guitard                 | Restigouche-Chaleur            | Libéral              |
|  | 24 octobre 2014  | Chris Collins                  | Moncton-Est                    | Libéral              |
|  | 27 octobre 2010  | Dale Graham                    | Carleton                       | Conservateur         |
|  | 27 novembre 2007 | Roy Boudreau                   | Campbellton—Restigouche-Centre | Libéral              |
|  | 6 février 2007   | Eugene McGinley                | Grand Lake-Gagetown            | Libéral              |
|  | 28 mars 2006     | Michael Malley                 | Miramichi—Baie-du-Vin          | Indépendant          |
|  | 6 juillet 1999   | Bev Harrison                   | Hampton-Kings                  | Conservateur         |
|  | 4 novembre 1997  | John McKay                     | Miramichi-Centre               | Libéral              |
|  | Octobre 1995     | Donald Gay                     | Baie-de-Miramichi              | Libéral              |
|  | 2 décembre 1994  | Shirley Dysart                 | Saint-Jean Parc                | Libéral              |
|  | 29 novembre 1994 | Gérald Clavette                | Madawaska-Centre               | Libéral              |
|  | 19 mars 1991     | Shirley Dysart                 | Saint-Jean Parc                | Libéral              |
|  | 27 octobre 1987  | Frank Richard Branch           | Nepisiguit-Chaleur             | Libéral              |
|  | Octobre 1985     | Charles Gallagher              | Carleton Nord                  | Conservateur         |
|  | 1981             | James Tucker                   | Charlotte-Fundy                | Conservateur         |
|  | 1979             | Robert McCready                | Queens Sud                     | Conservateur         |
|  | 1973             | William Woodroffe              | Saint-Jean Est                 | Conservateur         |
|  | 1971             | Lawrence Garvie                | Fredericton Nord               | Conservateur         |
|  | 1968             | Robert McCready                | Queens Sud                     | Conservateur         |
|  | 1966             | H. H. Williamson               | Bathurst                       | Libéral              |
|  | 1963             | Bernard Jean                   | Gloucester                     | Libéral              |
|  | 1960             | Ernest Richard                 | Gloucester                     | Libéral              |
|  | 1955             | J. Arthur Moore                | Queens                         | Conservateur         |
|  | 1954             | Walter Powers                  | Victoria                       | Conservateur         |
|  | 1953             | E.T. Kennedy                   | Kings                          | Conservateur         |
|  | 1945             | Harry O. Downey                | Albert                         | Libéral              |
|  | 4 avril 1940     | Frederic McGrand               | Queens                         | Libéral              |
|  | 1936             | Hedley Francis Gregory Bridges | Restigouche                    | Libéral              |
|  | 1931             | Frederick C. Squires           | Carleton                       | Conservateur         |
|  | août 1925        | Joseph Leonard O'Brien         | Northumberland                 | Conservateur         |
|  | août 1921        | Allison Dysart                 | Kent                           | Libéral              |
|  | 1919             | Judson Hetherington            | Queens                         | Libéral              |
|  | 1917             | William Currie                 | Restigouche                    | Libéral              |
|  | 9 mars 1916      | Olivier-Maximin Melanson       | Westmorland                    | Conservateur         |
|  | 1914             | Walter B. Dickson              | Albert                         |                      |
|  | 18 mars 1909     | George Johnson Clarke          | Charlotte                      | Conservateur         |
|  | 1908             | Donald Morrison (en)           | Northumberland                 | Conservateur         |
|  | 1907             | Charles J. Osman               | Albert                         | Libéral              |
|  | 1901             | Clifford William Robinson      | Westmorland                    | Libéral              |
|  | 1893             | John Percival Burchill         | Northumberland                 | Libéral              |
|  | 1890             | Albert Scott White             | King's                         | Libéral-conservateur |
|  | 1887             | William Pugsley                | King's                         | Libéral              |
|  | 1883             | James E. Lynott                | Charlotte                      |                      |
|  | 1879             | Benjamin Robert Stephenson     | Charlotte                      | Libéral              |
|  | 1875             | William Wedderburn             | Saint John                     |                      |
|  | 1871             | Edwin Arnold Vail              |                                |                      |
|  | 1867             | Bliss Botsford                 | Westmorland                    |                      |

## Liste des présidents avant la Confédération
|  | Début mandat | Président            | Circonscription   | Parti        |
|  | ------------ | -------------------- | ----------------- | ------------ |
|  | 1866         | John Hamilton Gray   | Saint John County | Conservateur |
|  | 1865         | Edwin Arnold Vail    | Kings             |              |
|  | 1863         | John Campbell Allen  | York              | Conservateur |
|  | 1859         | John Mercer Johnson  | Northumberland    | Libéral      |
|  | 1857         | James A. Harding     | Saint John Centre |              |
|  | 1856         | Charles Simonds (en) | Saint John County |              |
|  | 1853         | Daniel Hanington     | Westmorland       |              |
|  | 1852         | William Crane        | Westmorland       |              |
|  | 1851         | Charles Simonds (en) | Saint John County |              |
|  | 1843         | John Wesley Weldon   | Kent              |              |
|  | 1835         | Charles Simonds (en) | Saint John County |              |
|  | 1831         | William Crane        | Westmorland       |              |
|  | 1829         | Charles Simonds (en) | Saint John County |              |
|  | 1828         | Richard Simonds      | Northumberland    |              |
|  | 1826         | Harry Peters         | Saint John City   |              |
|  | 1824         | Ward Chipman, Jr.    | Saint John County |              |
|  | 1817         | William Botsford     | Westmorland       |              |
|  | 1813         | John Robinson        | Saint John City   |              |
|  | 1786         | Amos Botsford        | Westmorland       |              |